# Tần Hiến công
Tần Hiến công (chữ Hán: 秦献公, trị vì 384 TCN-362 TCN), còn gọi là Tần Nguyên Hiến công (秦元献公) hay Tần Nguyên vương (秦元王), là vị quân chủ thứ 29 của nước Tần - chư hầu nhà Chu trong lịch sử Trung Quốc.

## Thân thế
Ông tên thật là Doanh Sư Thấp (嬴师隰) hay Doanh Liên (嬴連), sinh năm 424 TCN, là con trai của Tần Linh công.
Sau khi Linh công chết năm 415 TCN, Sư Thấp mới 10 tuổi nên người chú của Linh công là Doanh Điệu Tử giành ngôi vị quân chủ, tức Tần Giản công. Mẹ con Thế tử Sư Thấp phải lưu vong sang nước Ngụy.

## Lên ngôi vua
Năm 400 TCN, Giản công chết, con là Tần Huệ công lên nối ngôi và tại vị 13 năm thì mất, con là Tần Xuất công lên ngôi, nhưng tuổi còn nhỏ nên Thái hậu nhiếp chính. Sư Thấp đang ở nước Ngụy, có ý định về nước, bèn đến Trịnh Huyền (nay là Thiểm Tây), nhưng sau đó bị thái hậu ép chạy sang Tây Nhung, được Khuất Cải đón về Tần. Thái hậu cho quân truy nã Sư Thấp, nhưng quân truy nã ngả theo ông. Năm 385 TCN, Thứ trưởng nước Tần giết Tần Xuất công và đón ông về Ung Thành lập làm vua, tức Tần Hiến công.

## Cải cách

### Bỏ tục tuẫn táng
Ngay năm 384 TCN, Hiến công ra lệnh bãi bỏ việc việc tuẫn táng cho các vị quân chủ, việc này bắt đầu từ thời Tần Vũ công, ông vua được chôn chung với 66 người năm 678 TCN. Tần Mục công, vị vua thứ 14, cũng có tới 177 người bị đem chôn chung năm 621 TCN, bao gồm cả những vị quan nổi tiếng. Sau đó nhiều người đã lên án việc này nhưng thực tế nó vẫn tiếp tục được thi hành trong hơn hai thế kỷ cho đến khi bị Hiến công bãi bỏ. Một số người đánh giá cao việc bãi bỏ chế độ tuẫn táng.

### Dời đô
Năm 383 TCN, Tần Hiến công thiên đô đến Hàm Dương (栎阳, ngày nay thuộc Tây An). Việc dời đô này giúp nước Tần tiến đến gần hơn các nước Nguỵ, Hàn và Triệu, tạo điều kiện phát triển thương mại và làm suy yếu các dòng họ quý tộc ở kinh đô cũ.

### Lập quận huyện
Tần Hiến công thành lập các quận huyện, do các quan chức được triều đình bộ nhiệm quản lý. Đây là một cải cách nổi tiếng, góp phần xoá bỏ những thái ấp do những công thần đảm nhận và theo chế độ cha truyền con nới. Nó cũng làm tăng cường sức mạnh của chính quyền trung ương, và làm nước Tần mạnh dần lên, góp phần cho sự thống nhất Trung Quốc sau này. 

## Chiến tranh với Nguỵ
Năm 364 TCN, Tần và Ngụy giao chiến và quân đội Tần đã đánh thắng được quốc gia mạnh nhất Trung Nguyên vào thời điểm đó. Chu Liệt Vương sai sứ chúc mừng và Tần, phong cho làm bá chủ.
Năm 362 TCN, Tần Hiến công lại giao tranh với quân Ngụy ở Thiếu Lương, bắt sống tướng là Công Tôn Tọa.

## Qua đời
Tần Hiến công trị vì 23 năm và qua đời năm 362 TCN ở tuổi 62. Con là Cừ Lương nối ngôi, tức là Tần Hiếu công.